# Marquesado de Campo Real (1689)
El Marquesado de Campo Real es un título nobiliario español creado por el rey Carlos II en  31 de diciembre de 1689 a favor de Luis Pérez de Valenzuela y Marrujo.

## Marqueses de Campo Real
(Lista incompleta)
- Luis Pérez de Valenzuela y Marrufo
- Álvaro Diego de Zurita y Haro, Marqués de Campo Real y Señor de la villa del Villar del Sas, casado con María de Auñón.
- Diego Álvaro Zurita de Morla.
- Manuel Francisco Zurita, casado con Mercedes Izquierdo.
- Fernando Zurita Izquierdo, casado en 1894 con Isabel Hidalgo Colom.[1]
- María de las Mercedes Zurita e Hidalgo, casada con Mariano Ivison y Sánchez-Romate.
- Isabel Ivison y Zurita.
- Juan Manuel Upton Ivison, actual Marqués de Campo Real (El BOE del 6/10/2005 publicó Orden mandando expedir Real Carta de Sucesión a su favor en dicho título).